# Eduardo Pavia de Magalhães
Eduardo Henriques Pavia de Magalhães (Santa Maria, Tavira, 22 de Maio de 1885 — Santos-o-Velho, Lisboa, 20 de Novembro de 1960) foi um violinista, compositor, maestro e professor de música português. 

## Biografia
Nasceu a 22 de maio e foi batizado a 8 de agosto de 1885, na freguesia de Santa Maria, em Tavira, como filho do ourives Vitorino José de Magalhães (Tavira, Santa Maria, 28 de Janeiro de 1860 — Lisboa, Encarnação, 26 de Dezembro de 1937) e de sua mulher (Tavira, 18 de Março de 1885) Hermínia Augusta Pavia (Tavira, Santiago, 15 de Dezembro de 1866 — Lisboa, São Paulo, 1 de Junho de 1949).
Casou primeira vez em Lisboa, Alcântara, a 6 de Junho de 1912 com a pianista Branca Baptista Bello de Carvalho (Lisboa, Alcântara, 24 de Abril de 1890 — Lisboa, 24 de Fevereiro de 1952), filha de João Baptista Bello de Carvalho (Lisboa, Santa Isabel, 24 de Fevereiro de 1852 - Lisboa, 30 de Fevereiro de 1912) e de sua mulher (Lisboa, 4 de Julho de 1872) Marie Josephine Duhau Laborde (Lisboa, Alcântara, 7 de Maio de 1848 - Lisboa, 7 de Dezembro de 1919), de quem teve uma filha e de quem se divorciou por sentença de 10 de novembro de 1926. Uma sua neta, Elisa Lisboa, é uma conhecida actriz portuguesa.
Casou segunda vez em Lisboa, na 7.ª Conservatória do Registo Civil, a 2 de Março de 1939 com Ema da Conceição Ferreira Pinho (Lisboa, Ajuda, 12 de Julho de 1905 — Cascais, Parede, 25 de Abril de 1982), filha de José Marques de Pinho (Albergaria-a-Velha, Branca, 30 de Dezembro de 1848 — Lisboa, Santa Maria de Belém, 5 de Fevereiro de 1933) Rita de Jesus Ferreira (Lisboa, Ajuda, 8 de Agosto de 1869 — Lisboa, Santa Maria de Belém, 12 de Janeiro de 1939), de quem teve uma filha.

## Carreira
Integrou diversas orquestras como as de Pedro Blanch, David de Sousa, Teatro Nacional de S. Carlos, Coliseu e Orquestra Sinfónica Nacional, entre outras. 
Com Júlio Cardona, Cunha e Silva e João Passos formou um quarteto responsável pela primeira execução integral dos quartetos de Beethoven em Portugal. 
Como compositor deixou diversas obras, como sejam uma ópera, Fátima, e um Stabat Mater. 
Morreu a 20 de novembro de 1960, aos 75 anos, vítima de trombose coronária aterosclerótica, em sua casa, na Calçada Marquês de Abrantes, n.º 7, 1.º andar, na freguesia de Santos-o-Velho, em Lisboa.

## Distinções
A 9 de abril de 1936, foi agraciado com o grau de Cavaleiro da Ordem Militar de Sant'Iago da Espada.